# Leva soudanica
Leva soudanica är en insektsart som beskrevs av Marius Descamps 1965. Leva soudanica ingår i släktet Leva och familjen gräshoppor. Inga underarter finns listade i Catalogue of Life.

## Bildgalleri

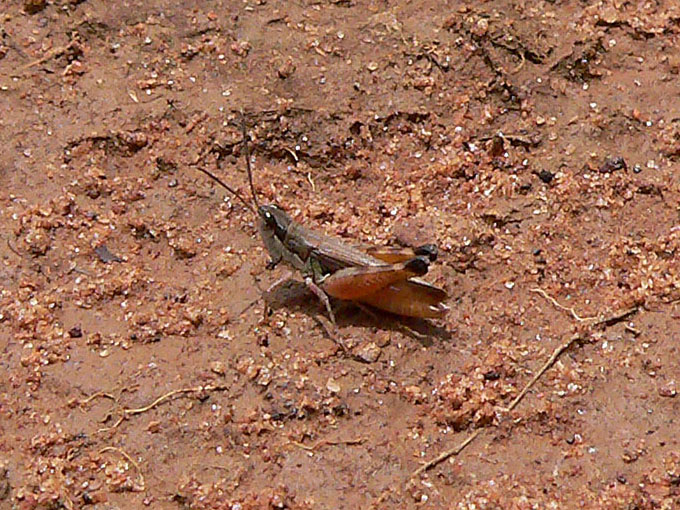